# ۷ شعبان
۷ شعبان، هفتمین روز از ماه شعبان در تقویم هجری قمری است.
در تقویم هجری قمری قراردادی این روز دویست و چهاردهمین روز سال است.